# Лангсакс
Лангсакс (нім. Langsax) — кинджал давніх германців з двосічним клинком шириною близько 4 см і довжиною до 60 см.
Походить від традиційного давньогерманського ножа сакса, але лангсакс був більш довгий і важкий. Подальше збільшення розмірів лангсакса призвело до створення меча скрамасакса. Лангсакс складається з леза з клиноподібним перетином, до якого прикріплювалися всі елементи ефеса (руків'я). Також кілька зразків цього меча археологи виявили на території Київської Русі і відносять їх до епохи середньовіччя. Вчені припускають, що піком використання цих ножів було X століття. Всі експонати були знайдені археологами в місцях поховань воїнів знаті, які були представниками старшої дружини, можливо варягів. Лангсакси воїни носили в спеціальних піхвах, які мали Т-подібний проріз. Лангсакс крім військового призначення отримав розповсюдження як єгерський або мисливський кинджал.